# Reeve Carney
Reeve Jefferson Carney (Nueva York, 18 de abril de 1983) es un cantante, compositor y actor estadounidense, reconocido por originar el papel de Peter Parker en la obra Spider-Man: Turn Off the Dark en Broadway y por interpretar a Orfeo en el musical ganador de un Premio Tony Hadestown. También interpretó el papel de Dorian Gray en la serie del canal Showtime Penny Dreadful, a Riff Raff en la película musical The Rocky Horror Picture Show: Let's Do the Time Warp Again y al diseñador Tom Ford en el filme de 2021 House of Gucci.

## Discografía

### Como solista

#### Álbumes de estudio
| Título          | Detalles                                                                                                  |
| --------------- | --- |
| Youth Is Wasted | - Lanzamiento: 14 de octubre de 2016 - Discográfica: Scissorhand Records - Formatos: CD, descarga digital |

#### EP
| Título                                                 | Detalles                                                        |
| ------------------------------------------------------ | --------------------------------------------------------------- |
| Looking Glass (como Reeve Carney & the Revolving Band) | - Lanzamiento: 2004 - Discográfica: Independiente - Formato: CD |

#### Álbumes en vivo
| Título                                                          | Detalles                                                                                                  |
| --------------------------------------------------------------- | --- |
| Live at Molly Malone's (como Reeve Carney & the Revolving Band) | - Lanzamiento: 1 de enero de 2007 - Discográfica: Interscope Records - Formatos: CD/DVD, descarga digital |

## Filmografía

### Cine
| Año  | Título                       | Papel            | Notas |
| ---- | ---------------------------- | ---------------- | ----- |
| 1993 | The Saint of Fort Washington |                  |       |
| 1994 | Pompoko                      | Varias voces     |       |
| 1999 | Snow Falling on Cedars       | Ishmael Chambers |       |
| 2009 | Spread                       | Cantante         |       |
| 2010 | The Tempest                  | Ferdinand        |       |
| 2017 | Gemini                       | Devin            |       |
| 2021 | House of Gucci               | Tom Ford         |       |

### Televisión
| Año       | Título                                                      | Papel       | Notas        |
| --------- | ----------------------------------------------------------- | ----------- | ------------ |
| 1994      | Dave's World                                                | Extra       | 1 episodio   |
| 2004      | Father of the Pride                                         | Voz         | 1 episodio   |
| 2015      | Best of Boxing 2014                                         | Él mismo    | Telefilme    |
| 2014–2016 | Penny Dreadful                                              | Dorian Gray | 18 episodios |
| 2016      | The Rocky Horror Picture Show: Let's Do the Time Warp Again | Riff Raff   | Telefilme    |

### Teatro
| Año       | Título                        | Papel                   |
| --------- | ----------------------------- | ----------------------- |
| 2010–2013 | Spider-Man: Turn Off the Dark | Peter Parker/Spider-Man |
| 2015      | Hello, Stranger               | Extraño                 |
| 2017      | Hadestown                     | Orfeo                   |
| 2018–2019 | Hadestown                     | Orfeo                   |
| 2019–2021 | Hadestown                     | Orfeo                   |

### Videoclips
| Año  | Título                    | Papel   | Artista      |
| ---- | ------------------------- | ------- | ------------ |
| 2012 | "I Knew You Were Trouble" | Exnovio | Taylor Swift |